# Pentangle
Pentangle (eller The Pentangle) är/var ett folk/jazzband som bildades i London i mitten av 1960-talet. Bert Jansch och John Renbourn bjöd in gästmusiker att spela med dem på klubben Les Cousins vid Tottenham Court Road och efter ett tag bildades ett band med permanenta medlemmar. Gruppen bestod av Bert Jansch, John Renbourn, Jacqui McShee, Terry Cox och Danny Tomphson. Första albumet Pentagle gavs ut 1967 på skivbolaget Transatlantic Records, där både Jansch och Renbourn givit ut sina skivor sedan tidigare. Basket Of Light kom året efter och ses ofta som gruppens bästa album. 
En stor del av låtarna är skrivna av Bert Jansch, en annan stor del är traditionella brittiska folklåtar i omgjord version. Gruppen splittrades 1973, men Jacqui McShee höll igång bandet under namnet Jacqui McShee's Pentangle i olika konstellationer. Bandet återförenades 2007.

## Medlemmar
Nuvarande medlemmar
- Jacqui McShee – sång (1968–1973, 1981–)
- Gerry Conway – trummor (1987–)
- Spencer Cozens – keyboard (1995–)
- Alan Thomson – basgitarr, gitarr (1995–)
- Gary Foote – flöjt, saxofon (2002–)

Tidigare medlemmar
- Bert Jansch – gitarr, sång (1968–1973, 1981–1995, 2008, 2011; död 2011)
- Terry Cox – trummor (1968–1973, 1981–1987, 2008, 2011)
- Danny Thompson – kontrabas (1968–1973, 1981–1986, 2008, 2011)
- John Renbourn – gitarr, sång (1968–1973, 1981–1982, 2008, 2011; död 2015)
- Mike Piggott – violin, gitarr (1982–1989)
- Nigel Portman Smith – keyboard, basgitarr (1986–1995)
- Rod Clements – mandolin, gitarr (1989–1990)
- Peter Kirtley – gitarr, sång (1990–1995)
- Jerry Underwood – saxofon (1995–2002; död 2002)

## Diskografi
Studioalbum
- The Pentangle (1968)
- Sweet Child (1968)
- Basket of Light (1969)
- Cruel Sister (1970)
- Reflection (1971)
- Solomon's Seal (1972)
- Open The Door (1985)
- In The Round (1986)
- So Early In The Spring (1989)
- Think of Tomorrow (1991)
- One More Road (1993)
- On Air (1997)
- Passe Avant (1999)
- Feoffees' Lands (2005)

Samlingsalbum (i urval)
- Introducing (1968)
- A Maid That's Deep in Love (1987)
- Early Classics (1992)
- Live 1994 (1995)
- Light Flight (1997)
- Light Flight: The Anthology (2002)
- The Time Has Come (2007)
- One More Road & Live 1994 (2007)